# Reginald Stuart Poole
Reginald Stuart Poole (Londra, 27 gennaio 1832 – 8 febbraio 1895) è stato un numismatico, archeologo e orientalista britannico.
Era figlio del reverendo Edward Poole, un noto bibliofilo. I suoi genitori si separano durante la sua infanzia e la madre, Sophia Lane Poole, portò il figlio in Egitto a vivere con suo fratello, il noto orientalista Edward William Lane. Durante i sette anni di permanenza al Cairo, dal 1842 al 1849, Lane Poole scrisse The Englishwoman in Egypt, mentre suo figlio assorbiva le prime conoscenze delle antichità dell'Egitto.
Nel 1852 divenne assistente al British Museum e fu assegnato al dipartimento delle monete e medaglie, di cui divenne conservatore nel 1870. In questo ruolo lavorò con il massimo valore come autore, insegnante e amministratore. Nel 1882 fu in gran parte responsabile della creazione dell'Egypt Exploration Fund e, nel 1884, dell'avvio della Society of English Medallists. Si ritirò nel 1893 e morì nel 1895.
Alcuni dei migliori lavori di Poole sono i suoi articoli per la 9ª edizione dell'Encyclopedia Britannica su temi come l'Egitto, i geroglifici e la numismatica; scrisse anche per lo Smith's Dictionary of the Bible e pubblicò moltissimi volumi legati alle materie di suo interesse.
Ha coordinato la pubblicazione del British Museum Coins (noto come BMC), il catalogo delle monete greche del British Museum, curando personalmente la stesura dei volumi I (Italy), II (Sicily), VI (The Ptolemies, Kings of Egypt) e XV (Alexandria and the Nomes).
Fu per qualche tempo professore di archeologia all'University College di Londra e lettore alla Royal Academy of Arts. Nel 1883 ricevette una laurea ad honorem dall'Università di Cambridge.